# غبرستان حیوانات خانگی (فیلم ۲۰۱۹)
غبرستان حیوانات خانگی‏ (به انگلیسی: Pet Sematary) یک فیلم آمریکایی در ژانر ترسناک فراطبیعی بر پایه رمانی به همین نام و به قلم استیون کینگ است که سابقاً فیلمی در سال ۱۹۸۹ از آن نیز اقتباس شده بود. این فیلم به نویسندگی جف بولر و کارگردانی کوین کولش و دنیس ویدمایر است و از بازیگران آن می‌توان به جیسون کلارک، ایمی سایمتز، و جان لیسگو اشاره کرد.
نمایش افتتاحیه غبرستان حیوانات خانگی در ۱۶ مارس ۲۰۱۹، و در جشنواره جنوب از جنوب غربی بود و سپس در تاریخ ۵ آوریل ۲۰۱۹ در ایالات متحده اکران شد. فیلم با واکنش‌های ضد و نقیضی از سوی منتقدان همراه بود و ۱۱۳ میلیون دلار در سراسر جهان فروش کرد در حالی که ۲۱ میلیون دلار بودجه ساخت آن بوده است. 

## خلاصه داستان
لوییس که یک پزشک اورژانس است به همراه همسرش ریچل و فرزندانش الی و گیج به شهر کوچکی نقل مکان می‌کنند. به زودی الی متوجه می‌شود در نزدیکی خانه آن‌ها محلی وجود دارد که قبرستان حیوانات خانگی نامیده می‌شود. همچنین الی با یکی از همسایه‌ها به نام جاد که پیرمرد تنهایی است صمیمی می‌شود. در روز هالووین گربه الی (چرچ) در یک تصادف کشته می‌شود. لوییس که از علاقه شدید الی به چرچ باخبر است تصمیم می‌گیرد موضوع را از الی مخفی کند و وانمود کند که چرچ فرار کرده است اما جاد به چیز دیگری فکر می‌کند…

## غبرستان به جای قبرستان
واژهٔ «Cemetery» در زبان انگلیسی به معنای «قبرستان» است؛ اما استیون کینگ به عنوان یک اسم خاص از املای متفاوت Sematary بهره جسته است. به همین سبب، در ترجمه فارسی هم از واژه خاص «غبرستان» به جای «قبرستان» استفاده شده است.